# Camp de Ribesaltes
El Camp de Ribesaltes, que duu el nom oficial de Camp Mariscal Joffre, fou fundat el 1935. Del 1939 al 2007, aquest camp militar ha acollit diverses estructures de reagrupament de civils o de militars vençuts. Està situat quatre cinquenes parts de la seva superfície en el terme comunal de Ribesaltes, i la cinquena part restant en el de Salses. L'îllot F del Camp de Ribesaltes, amb el conjunt de les seves barraques, està inscrit com a Monument Històric francès des del 18 de juliol del 2000. L'any 2015 s'hi va inaugurar el Memorial de Camp de Ribesaltes.

## Història

### Creació del camp (1875-1939)
L'oficial d'artilleria Joffre proposava el 1875 la creació d'un camp per al 9è Regiment d'artilleria. Disposava de nombrosos avantatges: proximitat de la carretera nacional, d'una via de ferrocarril, de la mar, de les Corberes. Però el terreny, gens car, estava mancat d'aigua. El 1935, quan es va reprendre el projecte, es va instal·lar, a més, un aeròdrom al costat. Es va crear, doncs, un centre militar d'instrucció sobre 600 hectàrees, quatre cinquenes parts en el terme comunal de Ribesaltes i la cinquena en el de Salses. Fou dotat d'edificis de fibrociment.
Com a conseqüència de la Retirada republicana al final de la Guerra Civil espanyola, es va preveure de situar en el Camp Joffre més de 15.000 refugiats catalans. Quedà com un projecte, però la situació de 1.000 milicians espanyols al Camp de Vernet el 1939 va impel·lir a la construcció del de Ribesaltes.

### La Segona Guerra Mundial

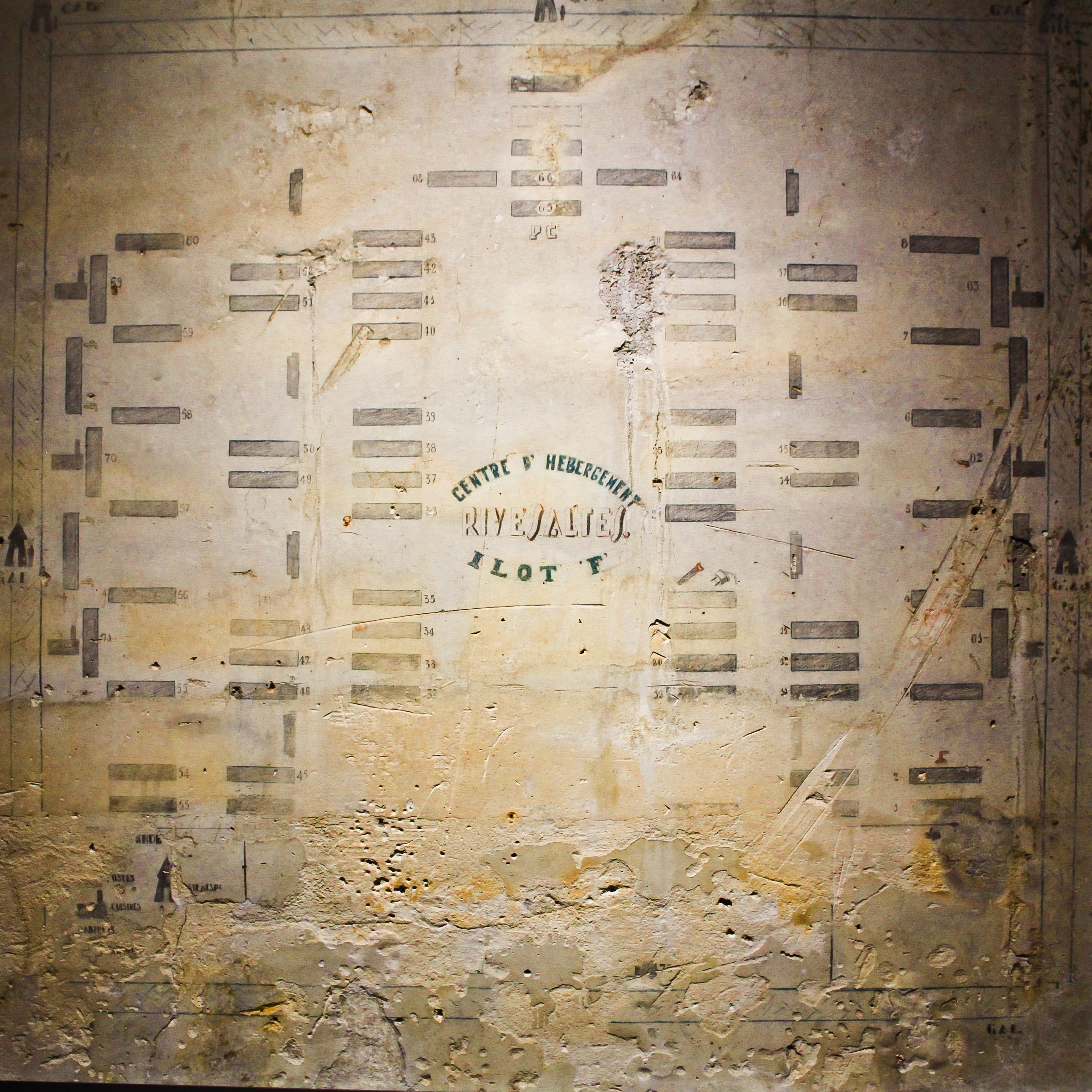
Distribució dels barracons de l'illa F del Camp de Ribesaltes. Dibuix mural realitzat a la paret d'un dels barracons l'any 1941.

El 1939, des de la mobilització, el camp fou utilitzat en trànsit per als militars en espera de destí. El 10 de desembre del 1940, la Défense posà a disposició 600 hectàrees al sud del camp militar, per tal de reagrupar les persones expulsades d'Alemanya. La part militar del camp funcionava paral·lelament als camps civils.
Oficialment obert el 14 de gener del 1941, el Camp de Ribesaltes passà sota el control de les autoritats civils del règim de Vichy. Estava afectat en aquell moment pel reagrupament familiar d'espanyols. Hi van ser igualment detinguts, jueus, gitanos, indigents i opositors polítics, estrangers enemics, indesitjables o sospitosos per a la seguretat nacional i l'ordre públic. D'una capacitat de 18.000 persones, el camp va acollir 21.000 detinguts entre el 1941 i el 1942. Fou tancat el 22 de novembre del 1942.
Tot i que hi anaven arribant els primers internats, l'estatut del camp i dels homes que hi eren internats no estava pas encara fixat. Es va decidir que es tractava d'un Centre d'allotjament per a famílies. De primer previst per a un màxim de 17.000 allotjats, estava format per 150 grans barraques d'habitacle, amb un contingut total de 10.000|persones. La particularitat del lloc fou d'internar-hi famílies sense reagrupar-les, més aviat separant-les: hi havia barraques per als homes, d'altres per a les dones i els nens (els nois passaven d'un camp a l'altre en fer els 14 anys).
En data del 31 de maig del 1941, el camp comptava amb 6.475 internats, de 16 nacionalitats diferents; més de la meitat (55%) eren espanyols, i els jueus estrangers representaven més d'un terç. També hi foren internats gitanos, tot i que de nacionalitat francesa, en aquest camp per a estrangers.

### Centre nacional de reagrupament
El 26 d'agost del 1942, a les cinc del matí, van començar les operacions de raid dels jueus estrangers de la Zona lliure sud i llur reagrupament en el Centre nacional de reunió dels israelites de Ribesaltes. Aquest darrer estava instal·lat en els îllots J (dones i nens), F (homes; anteriorment dedicat als treballadors) i K (recepció, cribratge i tria). Era previst per a un efectiu de 10.000 interns, compost de famílies i amb una durada de 15 dies. De primer hi van ser reagrupats els 1.176 jueus, ja en el centre anomenat Drancy de la zona lliure.
Serge Klarsfeld esmenta que des del 4 de setembre al 22 d'octubre, el Camp de Ribesaltes va jugar el rol de Drancy de la zona lliure. Fou el camp dàplegament de tots els jueus detinguts a la zona lliure, i el camp de trànsit cap a Drancy, per a molts d'aquests jueus (a l'entorn de 1.700.
Segons Gérard Gobitz, els combois van representar un total d'entre 1.771 i 1.778 persones deportades, de les quals 78 nens. Segons els càlculs de l'historiadora Anne Boitel, 2.313 haurien estat deportats cap a Drancy, i 2.251 haurien estat exclosos dels combois pels serveis administratius.
El Centre d'allotjament fou liquidat el 25 de novembre. Aquell dia comptava 277 membres del personal. Durant dos anys, el Camp de Ribesaltes va internar vers 21.000 persones, de les quals, a l'entorn de 5.714 en el camp especial, dels quals 2.313 van tornar a Drancy, 2.251 van ser exclosos per la comissió de tra. En el lloc van morir 215 internats, dels quals 51 nens d'un any o menys.

### Camp d'instrucció alemany
El novembre del 1942, després de la invasió de la zona francesa lliure, les tropes alemanyes es van instal·lar en el Camp Joffre.
Servia per a la instrucció de les lleves de la Wehrmacht fins a l'agost del 1944, data del seu abandonament i del seu sabotatge, dut a terme per l'exèrcit alemany.

### Centre d'estada vigilada (1944-1946)
L'exèrcit alemany deixava Ribesaltes el 19 d'agost del 1944. Mentre la part militar del Camp de Ribesaltes reprenia la seva dedicació inicial, es va instaurar el Centre d'estada vigilada de Ribesaltes el 12 de setembre del 1944. Concentrava a l'îllot Q les persones internades a causa de la depuració. Aquest nou camp disposava d'una capacitat màxima de 1.080 internats.
El centre continuava rebent fugitius d'altres països europeus: els espanyols que havien passat clandestinament la frontera, que va assegurar així les feines necessàries per a la segurització del centre; el gener i el març del 1945 van arribar diversos centenars de refugiats de la URSS. La dissolució del centre fou el 10 de desembre del 1945, i la seva liquidació acabà els primers dies d'octobre del 1946.

### El dipòsit de presoners de guerra (1944-1948)
L'exèrcit francès hi instal·la el dipòsit numéro 162 de presoners de guerra. Reagrupant militars alemanys i italians, el camp compta amb menys de 10.000 presoners l'octubre del 1944, entre 6.000 i 7.000 homes el maig del 1945, i és tancat l'1 de maig del 1948. 1.814 presoners van treballar en la reconstrucció dels Pirineus Orientals, sobretot a l'agricultura. Entre maig del 1945 i el 1946, però, 412 presoners de guerra alemanys hi van morir, en un període de canícula. Foren enterrats en el camp, i després llurs tombes foren traslladades el 1961.

### La guerra d'Algèria
En el marc de la guerra d'Algèria, l'Estat planifica, el 1957, crear un «camp d'internament» en aquest indret. El Prefecte fa tot el que pot per a dissuadir-lo, ja que aquest lloc conté un centre de formació majoritàriament poblat de nord-africans, un centre de formació professional militar destinat als nord-africans i un centre de pas dels joves soldats mobilitzats per la guerra. El projecte no va fins al final, però s'hi instal·la, amb una discreció total, un centre penitenciari destinat als condemnats partidaris de la independència d'Algèria. 527 presoners integren el centre entre el 9 de març i el 18 d'abril abril del 1962, quan la Cimade intenta de portar una ajuda de servei social. Paral·lelament, el camp serveix de camp de trànsit per al contingent abans del seu embarcament cap a Algèria.

### Camp de trànsit (1962-1977)
El juny del 1962, el 1er Regiment de Tiradors algerians va ser repatriat al Camp Joffre. El van acompanyar diversos centenars de civils, dones i nens.

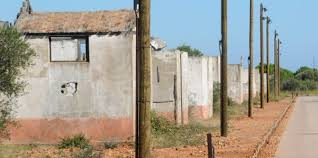
Les barraques

 L'octubre del mateix any, vers 8.000 harkis van ser reclosos en el camp de trànsit i de requalificació de Ribesaltes, entre els quals els procedents del Camp del Larzac i de Bourg-Lastic. En tot, segons els càlculs de l'historiador Abderahmen Moumen, prop de 22.000 van passar pel camp entre el 1962 i el 1964. L'estada variava segons cada família: entre alguns dies per a alguns, o anys per a d'altres. Les famílies considerades irrécupérables (terme administratiu emprat a l'època) foren enviades a finals del 1964 al Camp/cité d'acolliment de Saint-Maurice-l'Ardoise, al Gard (fins al 1975) o al Camp de Bias, a Lot-et-Garonne. Un poble civil acull encara avui dia diversos centenars de famílies que tenen feina, però no allotjament en el Camp de Ribesaltes durant els anys 60 del segle xx. El 1963, un poblat foraster va ser creat a Ribesaltes per a unes 25 famílies d'antics contingents estrangers de l'exèrcit francès (un centenar de persones). El decenni següent va veure que la major part d'aquesta població s'instal·lava a la cité du Réart, construïda a la perifèrie exterior, en una antiga ossera alemanya, esdevinguda descàrrega municipal de la comuna de Ribesaltes, per tal de posar final a la situació d'aquestes famílies. Les darreres a anar-se'n del Camp de Ribesaltes ho van fer el febrer del 1977. El 2012, el President de la República, Nicolas Sarkozy, candidat a l'elecció présidencial, va venir al Camp per a retre homenatge als harkis.
D'altres contingents colonials han vingut, acompanyats de civils: de 1964 a 1966 van arribar al camp al voltant de 2.500 guineans, antics militars francesos, repatriats amb les seves famílies, així com un petit grup de famílies d'antics militars repatriats de la Indoxina francesa.
El camp ha tornat al seu primer destí, l'entrenament dels militars, per a alguns anys. És el 24è Regiment d'infanteria de marina qui l'utilitza.

### Centre de retenció administrativa (1986-2007)
Creat el 1986, el Centre de retenció administrativa tenia com a objectiu el de reagrupar els fugitius espanyols en situació irregular en territori francès. La Cimade, única associació habilitada per a entrar en aquests centres, tenia per missió l'acompanyament social i de visita dels estrangers condemnats al retorn a la frontera.
Havent sobrepassat mil entrades anuals des del 1994, és, en territori francès, un dels més importants centres de retenció d'immigrats clandestins. Va tancar les portes el 2007. El moviment li ha permès de créixer: 28 retinguts el 1986, 974 el 2005 i 1.021 el 2013.

## Lloc de memòria
- Estela a la memòria dels espanyols de la Retirada.
- El 2 de desembre del 1995, es va erigir una estela a la memòria dels Harkis.
- El 1993, Serge Klarsfeld va publicar Les transferts de juifs du camp de Rivesaltes et de la région de Montpellier vers le Camp de Drancy en vue de leur déportation, 10 août 1942. Amb ell, el 16 de gener del 1994, l'associació «Fils et filles de déportés juifs de France», va erigir una estela a la memòria dels 2.313 jueus deportats del Camp de Ribesaltes cap a Auschwitz.

| El Memorial de Ribesaltes                          | El Memorial de Ribesaltes          | El Memorial de Ribesaltes      | El Memorial de Ribesaltes    |
| -------------------------------------------------- | ---------------------------------- | ------------------------------ | ---------------------------- |
| Estela commemorativa dels refugiats de la Retirada | El Memorial vist des de l'exterior | El Memorial vist des de l'aire | Interior de l'espai memorial |
| Estela commemorativa dels refugiats de la Retirada | El Memorial vist des de l'exterior | El Memorial vist des de l'aire | Interior de l'espai memorial |

El 1997, a petició del col·lectiu «Pour la mémoire vivante du camp de Rivesaltes», signada per Simone Veil, Claude Simon, Edgar Morin i nombrosos ciutadans a causa de l'emoció provocada per la revelació pel periodista Joël Mettay del dipòsit en la deixalleria d'una part dels arxius del camp.
El 1998, Christian Bourquin, nou president del Consell general dels Pirineus Orientals, s'oposa a la destrucció del lloc i emprèn una concertació al voltant del projecte, amb el conjunt dels representants de les diferents poblacions (jueus, gitanos, republicans espanyols i harkis). Es forma una comissió històrica i de memòria, i comença una llarga feina lligada a aquest deure de memòria. El 30 d'octubre del 1999 es dreça la estela a la memòria desl republicans espanyols.
El 2000, el lloc és inscrit com a Monument històric pel Ministeri de Cultura francès.
El 2005, en ocasió de les Jornades de Patrimoni, es va obrir al públic per primera vegada una part del camp. Rudy Ricciotti va guanyar el concurs d'arquitectes. Robert Badinter va acceptar d'apadrinar el projecte. El novembre del 2005, el Consell general dels Pirineus Orientals adquirí l'îllot F, de 42 hectàrees.
L'arquitecte Rudy Ricciotti inscriu el permís de construcció el 21 de gener del 2009. La primera pedra fou posada el 15 de novembre del 2012 per Christian Bourquin i Rudy Ricciotti; el Memorial havia de ser obert al públic el 2015.
El 16 d'octubre del 2015, el nou Memorial del Camp de Ribesaltes fou inaugurat en presència del primer ministre Manuel Valls.

### Parc eòlic i empreses
Es va instal·lar ran del camp, a l'extrem oriental, un parc eòlic, compost per vuit molins eòlics (quatre de 43 m d'alçària i quatre de 70. La potència total instal·lada és de 7.600 kW, que corresponen a l'alimentació en electricitat d'envers 3.500 persones. Algunes empreses s'han instal·lat a l'extrem nord-oriental del camp, en part dins del terme veí de Salses, a l'Espai Empresa Mediterrani.